# Santo Antônio do Sudoeste
Santo Antônio do Sudoeste ist ein brasilianisches Munizip im Südwesten des Bundesstaats Paraná an der Grenze zu Argentinien. Es hat 23.673 Einwohner (2022), die sich Santo-Antonienser nennen. Seine Fläche beträgt 326 km². Es liegt 540 Meter über dem Meeresspiegel.

## Etymologie
Als der Gründer Lucca Ferera dem Dorf den Namen Santo Antônio gab, zollte er damit seinem Sohn Antônio und dem Schutzpatron Antonius von Lissabon des Ortes einen doppelten Tribut. Der Zusatz do Sudoeste wurde dem Namen 1966 per Staatsgesetz hinzugefügt.

## Geschichte

### Besiedlung
Die ersten Bewohner des Gebiets von Santo Antônio do Sudoeste waren Lucca Ferera und João Romero aus der benachbarten Republik Paraguay, die 1902 dort ankamen. Sie fanden in dieser Region eine große Menge an einheimischem Herva-Mate, und da sich der Verkauf lohnte, begannen sie mit dessen Gewinnung und Export nach Argentinien.
In den ersten Jahren sahen sich die Pioniere mit vielen Schwierigkeiten konfrontiert, da die gesamte Region eine scheinbar endlose Wildnis war, die von großen Indianerhorden bewohnt wurde und nur durch im Wald angelegte Pfade mit anderen Ortschaften verbunden war. Die eigentliche Siedlung, die den Namen Santo Antônio erhielt, entstand erst 1912 mit der Ankunft einer Gruppe von Siedlern unter der Leitung von Afonso Arrachea. Der Handel mit Herva-Mate war weiterhin die Haupttätigkeit, da es keine Straßen oder andere Kommunikationsmittel gab, die andere wirtschaftliche Tätigkeiten ermöglicht hätten.
Lucca Ferera wurde bei der Gewinnung und dem Handel mit Herva-Mate von einem argentinischen Unternehmen mit dem Namen Pastoriza abgelöst. Dieses widmete sich bis etwa 1920 diesem lukrativen Geschäftszweig. Nach der Erhebung der Stadt zum Verwaltungs- und Gerichtsbezirk des Munizips Clevelândia begann der Ausbau der Straßen.  Dies bescherte der Stadt einen beachtlichen Aufschwung. Eine große Zahl von Landwirten aus anderen Regionen Paranás und den Bundesstaaten Santa Catarina und Rio Grande do Sul ließen sich dort nieder und begannen mit der Landwirtschaft und insbesondere der Schweinezucht.

### Erhebung zum Munizip
Santo Antônio do Sudoeste wurde durch das Staatsgesetz Nr. 790 vom 14. November 1951 aus Clevelândia ausgegliedert und in den Rang eines Munizips erhoben. Es wurde am 14. Dezember 1952 als Munizip installiert.

## Geografie

### Fläche und Lage
Santo Antônio do Sudoeste liegt auf dem Terceiro Planalto Paranaense (der Dritten oder Guarapuava-Hochebene von Paraná). Seine Fläche beträgt 326 km². Es liegt auf einer Höhe von 540 Metern.

### Vegetation
Das Biom von Santo Antônio do Sudoeste ist Mata Atlântica.

### Klima
Das Klima ist gemäßigt warm. Es werden hohe Niederschlagsmengen verzeichnet (2055 mm pro Jahr). Im Jahresdurchschnitt liegt die Temperatur bei 19,8 °C. Die Klimaklassifikation nach Köppen und Geiger lautet Cfa.

### Gewässer
Santo Antônio do Sudoeste liegt im Einzugsgebiet des Iguaçu. Im Osten wird das Munizip vom Rio Capanema begrenzt. Der Rio Lajeado Grande bildet bis zu seiner Mündung in den Rio Capanema die südöstliche Grenze des Munizips. Der westliche Grenzfluss Rio Santo Antônio entspringt im Kernort auf der Grenze zu seiner Schwesterstadt San Antonio in Argentinien. Im Norden fließt der Rio Waldomeira bis zu seiner Mündung in den Capanema entlang der Munizipgrenze.

### Straßen
Santo Antônio do Sudoeste liegt an der BR-163. Diese führt im Norden über Cascavel und Toledo nach Guaíra, im Süden durch den Westen Santa Catarinas nach Rio Grande do Sul. Über die PR-481 kommt man im Osten nach Ampére.

### Nachbarmunizipien
|                        | Pranchita                                   | Ampére                                |
| San Antonio (Misiones) | Kompassrose, die auf Nachbargemeinden zeigt | Pinhal de São Bento und Salgado Filho |
|                        |                                             | Bom Jesus do Sul                      |

## Stadtverwaltung
Bürgermeister: Ricardo Antonio Ortiña, PL (2021–2024)
Vizebürgermeisterin: Sara Regina Dall Alba Machado de Souza, PSC (2021–2024)

## Demografie

### Bevölkerungsentwicklung
| Jahr | Einwohner | Stadt | Land |
| ---- | --------- | ----- | ---- |
| 1960 | 26.263    | 9 %   | 91 % |
| 1970 | 29.533    | 17 %  | 83 % |
| 1980 | 35.193    | 26 %  | 74 % |
| 1991 | 20.290    | 44 %  | 56 % |
| 2000 | 17.870    | 61 %  | 39 % |
| 2010 | 18.893    | 73 %  | 27 % |
| 2022 | 23.673    |       |      |

Quelle: IBGE (2011) und Volkszählung 2022

### Ethnische Zusammensetzung
| Gruppe * | 1991    | 2000    | 2010    | wer sich als …                                                                   |
| --- | ------- | ------- | ------- | -------------------------------------------------------------------------------- |
| Weiße | 83,0 %  | 81,1 %  | 65,9 %  | weiß bezeichnet                                                                  |
| Schwarze | 1,7 %   | 2,7 %   | 2,8 %   | schwarz bezeichnet                                                               |
| Gelbe | 0,2 %   | 0,1 %   | 1,0 %   | von fernöstlicher Herkunft wie japanisch, chinesisch, koreanisch etc. bezeichnet |
| Braune | 15,1 %  | 15,4 %  | 30,2 %  | braun oder als Mischung aus mehreren Gruppen bezeichnet                          |
| Indigene | 0,0 %   | 0,6 %   | 0,1 %   | Ureinwohner oder Indio bezeichnet                                                |
| ohne Angabe | 0,0 %   | 0,2 %   | 0,0 %   |                                                                                  |
| Gesamt | 100,0 % | 100,0 % | 100,0 % |                                                                                  |
| *) Das IBGE verwendet für Volkszählungen ausschließlich diese fünf Gruppen. Es verzichtet bewusst auf Erläuterungen. Die Zugehörigkeit wird vom Einwohner selbst festgelegt. |         |         |         |                                                                                  |

Quelle: IBGE (Stand: 1991, 2000 und 2010)

## Wirtschaft

### Kennzahlen
Mit einem Bruttoinlandsprodukt pro Einwohner von 24.890,95 R$ (rund 5.700 €) lag Santo Antônio do Sudoeste 2019 auf dem 266. Platz der 399 Munizipien Paranás.
Sein mittelhoher Index der menschlichen Entwicklung von 0,671 (2010) setzte es auf den 320. Rang der paranaischen Munizipien.